# Józef Szmidt
Józef Szmidt (Miechowice, Bytom, Silesia, 28 de marzo de 1935-Zagozd, 29 de julio de 2024) fue un atleta polaco especialista en triple salto. Con raíces alemanas, a menudo se le denomina por su nombre alemanizado Jozef Schmidt. Ganó la medalla de oro en los Juegos Olímpicos de Roma 1960 y en los Juegos Olímpicos de Tokio de 1964. Por lo tanto, bicampéon olímpico.

## Biografía
Trabajó como mecánico y se convirtió en el líder del triple salto mundial a principios de los años 1960, logrando dos campeonatos europeos en 1958 y 1962, y dos medallas de oro en los Juegos Olímpicos de 1960 y 1964. También logró el galardón de Deportista del año de Polonia durante dos años consecutivos.
En 1960, con un salto de 17,03 metros fue el primer atleta de triple salto en rebasar los 17 metros de longitud.
Conoció al político Willy Brandt en 1975 con el fin de mejorar las relaciones entre Polonia y Alemania Occidental.

## Carrera deportiva

### Logros
Uno de los deportistas polacos más destacados. Fue el primero en ganar dos medallas de oro olímpicas para Polonia: ambas en el triple salto en los Juegos Olímpicos de Roma en 1960 con un resultado de 16,81 m y en Tokio en 1964 con un resultado de 16,85 m (en ambos casos fueron récords olímpicos). La segunda medalla de oro fue un logro aún más porque se sometió a una cirugía unos meses antes de los Juegos Olímpicos después de una lesión en la rodilla. En sus terceros Juegos Olímpicos (México en 1968), el deportista mejoró su resultado de los Juegos Olímpicos de Tokio (logró 16,89 m), pero solo le alcanzó para el 7º puesto.
Además de los triunfos olímpicos, Szmidt ganó el Campeonato de Europa dos veces en Estocolmo (1958) y Belgrado (1962). También compitió en Budapest (1966) (5º puesto) y Helsinki (1971) (11º).
Fue el primer hombre del mundo en alcanzar los 17 metros en el triple salto. El 5 de agosto de 1960, en el Forest Stadium de Olsztyn, saltó 17,03 m, batiendo el récord mundial anterior por hasta 33 cm. Este resultado no mejoró hasta después de ocho años.
Fue el poseedor del récord polaco nueve veces (en triple salto, salto de longitud y relevo de 4 × 100 m). Ganó el campeonato polaco 13 veces:
Triple salto: 1958, 1960, 1962, 1963, 1965, 1966, 1967, 1969, 1970 y 1971
Salto de longitud: 1961
Relevo 4 × 100 metros: 1959, 1960
Jugó para el Górnik Zabrze (1955), el CWKS (Śląska), el Wrocław (1956-1957) y nuevamente para el Górnik Zabrze (1958-1972).
Fue dos veces ganador del plebiscito Przegląd Sportowy. Ocupó los siguientes lugares entre los diez primeros:

## Palmarés
- Medalla de oro en los Juegos Olímpicos de Roma 1960 (16,81 metros)
- Medalla de oro en los Juegos Olímpicos de Tokio 1964 (16,85 metros)
- Medalla de oro en el campeonato europeo de atletismo de 1958 (16,43 metros)
- Medalla de oro en el campeonato europeo de atletismo de 1962 (16,55 metros)

## Plusmarcas del mundo
- 17.03 metros (1960)